# Eddie Locke

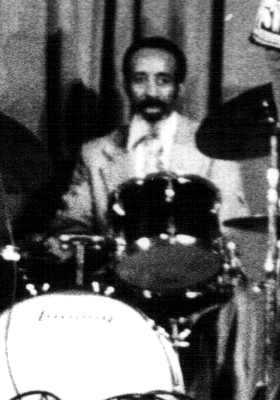
Eddie Locke 1977

Edward „Eddie“ Locke (* 8. Februar 1930 in Detroit; † 7. September 2009 in Ramsey (New Jersey)) war ein US-amerikanischer Schlagzeuger des Mainstream und Modern Jazz.

## Leben und Wirken
Eddie Locke wurde Ende der 1940er und in den 1950er Jahren in der Detroiter Jazzszene bekannt; von 1948 bis 1953 arbeitete er mit Oliver Jackson in einer Varieteshow namens Bop & Locke. 1954 wurden sie im Apollo Theater gebucht. Locke blieb in New York City und arbeitete dort mit Dick Wellstood, Tony Parenti, Red Allen, Willie The Lion Smith, Teddy Wilson, Roy Eldridge, Kenny Burrell (Bluesy Burrell, 1962) und mit Coleman Hawkins (Today and Now, 1962), in dessen Band er bis 1969 blieb. In den 1970er Jahren war er Mitglied im Sextett von Eldridge und der Hausschlagzeuger im Jimmy Ryan’s; er spielte mit Lee Konitz, Tiny Grimes und Earle Warren. Außerdem nahm er mit Roy Eldridge, Oscar Peterson, Joe Pass und Ray Brown das Album Happy Time auf; 1977 spielte er das Album Jivin' With the Refugees from Hastings Street für Chiaroscuro Records ein. In den 1980er Jahren leitete er ein eigenes Trio mit Roland Hanna. 1999 wirkte er an Warren Vachés Album What Is There to Say? mit; auch spielte er regelmäßig in Europa und Japan. 2008 trat er mit Dick Hyman auf dem JVC-Festival in New York auf. Daneben war er als Lehrer an der Highschool of Performing Arts und der Trevor Day School in New York tätig.